# おはガールメープル
おはガールメープルは、テレビ番組「おはスタ」の2010年度 - 2011年度おはガールによる女性アイドルグループである。

## 概要
- 山寺宏一や曜日レギュラー陣と一緒に生放送の番組を担当した。
- 今期は初期メンバーの二人がやっていたということもありバトンに挑戦した。
- 夏にはプールでの水着ロケにも挑戦した1年目の司会は鉄拳。2年目は小島よしお。
- 2012年3月12日の放送で卒業が発表され3月27日の放送で卒業した。なおこの年度は卒業イベントがある関係で早めの卒業発表になった。
- 2020年9月15日放送の「明日をつくろう」合唱企画に生田と井之上が参加した。

## メンバー
- さき（小川紗季（スマイレージ））
  - 開始時中学2年、基本立ち位置は左。基調となる色は、      レッド。（2011年8月24日まで）
  - バトンはチェックレッド
- えりぽん（生田衣梨奈（モーニング娘。））
  - 開始時中学2年（3人の開始時は中学1年）、さきの芸能界引退に伴う緊急卒業によりその後任として引き継いだ。（2011年8月25日から）[1]
- えりか（田中絵里花）
  - 開始時中学1年、基本立ち位置は真ん中。基調となる色は、      ピンク。
  - バトンはレースピンク
- しおり（井之上史織）
  - 開始時中学2年、基本立ち位置は右。基調となる色は、      ブルー。
  - バトンはアーガイルブルー

## 共演メンバー
- 総合司会
  - やまちゃん（山寺宏一）
- 当時の曜日レギュラー
  - 月曜日 タナマッチョ&ドクターヤマンネン（アンガールズ/1年目）→スポーツマスター440（小島よしお/2年目）
  - 火曜日 小春ちゃん（久住小春）、スマイル向上委員たくや（根岸拓哉/2年目11月8日から、3人と同時に卒業した）
  - 水曜日 レオナルド・ダ・テッケン（鉄拳）、超次元ナイト タイコウ（上遠野太洸/2年目の11月16日から）
  - 木曜日 南雲波人（渡辺友裕）&東條潮（大島崚）ともに1年目→べっちゃま&イワーイ（ハライチ/2年目）
  - 金曜日 ヤマサットン&しずchan（南海キャンディーズ/1年目）→スマイル向上委員 たくや（根岸拓哉）（2011年4月から11月4日までは曜日レギュラー不在）